# Svend Wad
Svend Wad (* 3. Februar 1928 in Bov; † 4. Dezember 2004 in Haderslev) war ein dänischer Leichtgewichtsboxer.

## Laufbahn
Als Amateur wurde Wad 1946 dänischer Meister sowie von 1947 bis 1949 jütländischer Meister. Bei den Europameisterschaften 1947 in Dublin belegte er einen dritten Platz. 1948 nahm er an den Olympischen Spielen in London teil und gewann dort die Bronzemedaille im Leichtgewicht.
1949 wurde er Profi. Am 16. Februar 1951 boxte er gegen Jørgen Johansen um die dänische Meisterschaft, musste sich aber über zehn Runden nach Punkten geschlagen geben. Seine zweite Niederlage erlitt er am 26. Oktober 1951 in Genf gegen Duilio Loi. Anschließend boxte er nur noch sporadisch, bis 1958 bestritt er nur noch vier weitere Kämpfe. Mit Ausnahme der Auseinandersetzung mit Loi fanden alle seine Kämpfe in Kopenhagen statt.